# Idaea eretmopus
Idaea eretmopus är en fjärilsart som beskrevs av Turner 1908. Idaea eretmopus ingår i släktet Idaea och familjen mätare. Inga underarter finns listade i Catalogue of Life.